# (5023) Agapenor
(5023) Agapenor ist ein Asteroid aus der Gruppe der Jupiter-Trojaner. Damit werden Asteroiden bezeichnet, die auf den Lagrange-Punkten auf der Bahn des Jupiter um die Sonne laufen. (5023) Agapenor wurde am 11. Oktober 1985 von Carolyn und Eugene Shoemaker am Palomar-Observatorium entdeckt. Er ist dem Lagrangepunkt L4 zugeordnet.
Der Asteroid ist nach der mythologischen Figur Agapenor benannt, dem Anführer der Arkadier im Trojanischen Krieg.